# Oparzno
Oparzno (deutsch Wopersnow) ist ein Dorf in der polnischen Woiwodschaft Westpommern. Es gehört zur Landgemeinde (gmina wiejska) Świdwin (Schivelbein) im Landkreis Świdwin.

## Geografische Lage
Oparzno liegt fünf Kilometer westlich der Kreisstadt Świdwin an der Nebenstraße nach Łąkowo (Lankow) am östlichen Ufer des 84 Hektar großen Jezioro Oparzno (Wopersnower See). Die Südostgrenze des Dorfes bildet die Rega. Nächste Bahnstation ist Świdwin an der Bahnstrecke Stargard Szczeciński–Gdańsk.

## Geschichte
Zum ehemaligen Bauerndorf Wopersnow mit seinen drei Rittergütern gehörten das Vorwerk, Ober Göhle (heute polnisch: Gola Górna) und Nieder Göhle (Gola Dolna). Das Gründungsjahr des Ortes ist nicht bekannt, auch nicht, ob das Geschlecht derer von Wopersnow aus diesem Dorf stammt.
Bis 1700 ist Wopersnow ein Lehen derer von Schwerin, 1691 ist Bogislaw von Schwerin Landrat in Schivelbein. Im Jahre 1722 brennen Dorf und Kirche ab. Im Siebenjährigen Krieg wird der Ort von Kosaken geplündert.
1824 gab es in Wopersnow zehn Bauern, 1939 leben in der 1583,4 Hektar großen Gemeinde 429 Einwohner in 96 Haushaltungen. Die drei Güter wurden – verbunden mit einer Vollblutpferdezucht und einer Herdbuchherde – in höchstem Maße bewirtschaftet. Damals gab es noch 13 Bauern.
Die meisten Menschen lebten von der Landwirtschaft, in geringem Maße aber auch von der Fischerei des ertragreichen Wopersnower Sees. Im Ort gab es eine Gutsbrennerei, eine Elektrizitäts- und Maschinengenossenschaft, eine Gutsstellmacherei und einen Gasthof, in Obergöhle arbeitete eine Stärkefabrik.
Wopersnow gehörte bis 1932 zum Landkreis Schivelbein, bis dieser in den Landkreis Belgard (Persante) eingegliedert wurde. Der Ort lag im Amtsgerichtsbereich Schivelbein.
Das Dorf Wopersnow bildete mit den Gemeinden Klemzow, Leckow, Pribslaff und Teschenbusch einen eigenen Amts- und Standesamtsbezirk.
Am 3. März 1945 marschierte die Rote Armee in das Dorf ein. Die Einwohner wurden vertrieben, und der Ort kam mit dem Namen Oparzo unter polnische Verwaltung. Er ist heute einer von 18 Ortschaften der Gmina Świdwin.

## Kirchspiel Wopersnow

### Kirchengemeinde
Die Kirchengemeinde Wopersnow bildete bis 1945 mit den Kirchengemeinden Lankow und Klemzow das Kirchspiel Wopersnow, zu dem im Jahre 1940 insgesamt 1151 Gemeindeglieder gehörten. Eingepfarrt waren auch die Ortschaften Liepz, Ober Göhle, Nieder Göhle und Wussow. Die Kirchenbücher reichten bis in das Jahr 1674 zurück. Wopersnow lag im Kirchenkreis Schivelbein der Kirchenprovinz Pommern der evangelischen Kirche der Altpreußischen Union.
Heute gehört Oparzno zum Kirchspiel Koszalin (Köslin) in der Diözese Pommern-Großpolen der polnischen Evangelisch-Augsburgischen Kirche. Kirchort ist Świdwin.

### Pfarrkirche
Die Wopersnower Kirche wurde 1723 erbaut, nachdem die vorherige Fachwerkkirche im Jahre 1722 ein Raub der Flammen wurde. Es handelt sich um einen rechteckigen barocken Findlingsbau mit schindelgedecktem Dachreiter.
Die kleinere der beiden 1730 gegossenen Glocken hat den Zweiten Weltkrieg auf dem Glockenfriedhof in Hamburg überstanden. Sie läutet heute in der Kirche in Griebelschied der evangelischen Kirchengemeinde Bergen im Rheinland.

### Pfarrer 1545–1945
1. Eckard Lübecke, +1616
2. Joachim Statius, nach 1632
3. Michael Blankenhagen
4. Andreas Rückert
5. Michael Rückert
6. Samuel Bernhardi, 1717–?
7. Georg Friedrich Brasche
8. Christian Friedrich Wilhelm Kypke, 1808–1843
9. Eduard Friedrich Wilhelm Theodor Machemehl, 1843–1872
10. Ernst Ferdinand Eduard von Unruh, 1873–1882
11. Johann Samuel Konrad Karl Heling, 1883–1887
12. Johannes Friedrich Ernst Palmgren, 1887–1889
13. Johannes Hermann Karl Hilmers, 1889–1896
14. Axel von Boltenstern, 1896–1917
15. Bruno Symanowski, 1919–1926
16. Kurt Lemke, 1927–1945

## Schule
In Wopersnow stand eine einklassige Volksschule, in der zuletzt Ewald Trapp als Lehrer unterrichtete.

## Besonderheit
Beim Brunnenbau im Jahre 1811 stieß man auf eine 25 Zentimeter große Bronzefigur eines Knaben mit Helm und Harnisch aus der mittleren römischen Kaiserzeit. Ein Gipsabdruck des später verschollenen Originals wurde dem Antiquarium des Staatlichen Museums Berlin zugeleitet.

## Söhne und Töchter des Ortes
- Reimar Julius von Schwerin (1695–1754), preußischer Generalleutnant und Chef des Dragoner-Regiments Nr. 2.